# Лукьянов, Иван Иванович
Иван Иванович Лукьянов (18 сентября 1923, Москва — 18 октября 2001) — советский футболист; футбольный судья международной категории (1963).

## Биография
Начинал играть на позиции нападающего в 1937 году в юношеской команде КИМ. В 1939 году провёл один матч в чемпионате СССР — 18 октября в составе московского «Металлурга» вышел на замену в гостевой игре против ЦДКА (1:6).
Участник Великой Отечественной войны с декабря 1941 года. Начал войну солдатом воздушно-десантных войск летом 1942 года под Сталинградом. Был ранен и вернулся в строй под Старой Руссой. После тяжёлого ранения руки провёл в госпитале восемь месяцев. Перенеся несколько сложных операций, был признан годным к нестроевой службе. С декабря 1944 года служил линейным надсмотрщиком роты связи 173 батальона аэродромного обслуживания 14 РАБ. Май 1945 года встретил в Кенигсберге. После дополнительных операций был признан инвалидом войны.
В 1945—1949 годах играл во втором эшелоне первенства СССР за ВМС. Осенью 1948 года поступил в Институт физкультуры, играл за местную команду. Завершив учёбу, работал преподавателем на кафедре футбола (1950—1983).
С 1952 года — футбольный судья. В 1954—1973 годах в качестве главного судьи провёл 190 матчей чемпионата СССР. Главный арбитр финального матча Кубка СССР 1972. В качестве главного арбитра провёл два матча еврокубков, игру отборочного турнира чемпионат мира 1962 ГДР — Венгрия. В общей сложности в его активе более двадцати международных игр.
Работал инспектором матчей.

## Награды
Медаль «За отвагу» (1945)
Медаль «За победу над Германией в Великой Отечественной войне 1941-1945 годов» (1945)
Орден Отечественной войны 1-й степени (1985)

## Достижения, звания
- Судья всесоюзной категории (03.05.1956).
- Судья международной категории (1963).
- В списках лучших судей сезона 11 раз: 1953, 1959—1962, 1964, 1965, 1967, 1971—1973).
- Памятная золотая медаль за судейство более 100 матчей в чемпионатах СССР.
- Знак «Почётный судья по спорту» (1977)
- Заслуженный работник физической культуры РСФСР (1983)[6].